# Pfrentsch
Pfrentsch ist ein Ortsteil des bayerischen Marktes Waidhaus im Landkreis Neustadt an der Waldnaab, Regierungsbezirk Oberpfalz.

## Geographische Lage
Pfrentsch liegt am Ufer der Pfreimd etwa drei Kilometer südlich von Waidhaus und drei Kilometer westlich der tschechischen Grenze.
Durch Pfrentsch verläuft die Staatsstraße 2154 und quert die Pfreimd.

## Geschichte
Funde von Hornsteinabschlägen, einem Steinbeil und einem Bronzemesser bezeugen die steinzeitliche Besiedelung des Pfreimdtales. Erstmals urkundlich erwähnt wurde Pfrentsch (auch: Pfrümtsch, Pfrintsch, Pfrientsch) 1387 in einer Urkunde der Oberpfälzer Hammereinigung. Bereits 1362 war durch Kaiser Karl IV. den Landgrafen von Leuchtenberg die Genehmigung zum Bau des Pfrentschweihers erteilt worden, der sich östlich von Pfrentsch ausdehnte.
Pfrentsch gehört zu denjenigen Ortschaften, die durch ihre Namen von einer slawischen Besiedelung des Pfreimdgebietes seit dem 8. Jahrhundert zeugen. Teilweise wurden die Siedlungen erst später gegründet und erhielten ihre slawischen Namen in Anlehnung an die slawischen Namen der Flüsse und Bäche, in deren Nähe sie lagen.
Ein Zinsregister des Jahres 1454 verzeichnet Pfrentsch mit einem zinspflichtigen Hammer als zum Pflegamt Pleystein gehörig.
Vom 16. bis zum 18. Jahrhundert gehörte Pfrentsch zum Pflegamt Pleystein, während Waidhaus zum Pflegamt Treswitz (Burgtreswitz) gehörte.
In einer Aufstellung von 1596 wurde für Pfrentsch ein Hammer als zinspflichtig an das Pflegamt Pleystein aufgeführt. Das Pflegamt Pleystein hatte zu dieser Zeit über Pfrentsch die Grundherrschaft und auch die hohe und niedere Gerichtsbarkeit.
Ein Salbuch aus dem Jahr 1560 verzeichnete in Pfrentsch 13 Anwesen, nämlich 10 Lehen, einen Hammer mit Mühle, ein Fischerhaus und ein Hirtenhaus, welches der Gemeinde gehörte. Zehentrechte auf Pfrentsch hatten die Pfarrei Burkhardsrieth und das Pflegamt Pleystein. Der Weiler Thomasgschieß gehörte zu dieser Zeit zur Gemeinde Pfrentsch und lag öde, sollte aber wieder aufgebaut werden.
1805 wurde Pfrentsch als zugehörig zum 4. Viertel des Pflegamts Pleystein aufgeführt.
Im Häuser- und Rustikalsteuerkataster und im Urkataster von 1840 wurde Pfrentsch für die zweite Hälfte des 18. Jahrhunderts als zum Landkreis Vohenstrauß zugehörige Gemeinde mit 26 Anwesen notiert.
Es gab in Pfrentsch ein Hofmarksgut mit einer Mahlmühle und einer Spiegelschleife. Das Landsassengut Pfrentsch hatte die Grundherrschaft und das Niedergericht inne.
Zur Gemeinde Pfrentsch gehörte auch der Weiler Thomasgschieß mit 8 Anwesen.
Zum Landsassengut Pfrentsch gehörte der Pfrentschweiher, den die Landgrafen von Leuchtenberg im 14. Jahrhundert angelegt hatten. Landsassen auf Pfrentsch waren ab 1630 Georg Willibaldt Castner zu Schnaittenbach und ab 1663 Leonhard von Rumel bis zum Ende der alten Ordnung. 1768 Gründete Christian Freiherr von Rummel die erste Glas- und Spiegelschleife im Raum Vohenstrauß. Ende des 18. Jahrhunderts wird hier das Landsassengut Pfrentsch mit einer Mahlmühle und einer Spiegelschleif erwähnt. 1808 ist hier Gottlieb Roscher tätig. 1838 wird das Gut vergantet. Es folgen längere Verhandlungen wegen der Trockenlegung des Pfrentschweihers und dem Ankauf des Gutes durch den Staat. 1855 wird auf dem Schleifanwesen eine Wiesenbauschule durch den Landwirtschaftlichen Verein errichtet.
1808 wurde das Landgericht Vohenstrauß in Steuerdistrikte unterteilt. Pfrentsch wurde dabei ein eigener Steuerdistrikt zu dem außer Pfrentsch selber noch das Dorf Thomasgschieß gehörte.
1821 wohnten in Pfrentsch 52 Familien und im dazugehörigen Thomasgschieß 12 Familien.
1976 wurde Pfrentsch nach Waidhaus eingemeindet.

## Einwohnerentwicklung in Pfrentsch ab 1840
| Jahr | Einwohner |
| ---- | --------- |
| 1840 | 358       |
| 1852 | 368       |
| 1861 | 375       |
| 1871 | 375       |
| 1880 | 390       |
| 1890 | 401       |
| 1900 | 392       |
| 1910 | 365       |

| Jahr | Einwohner |
| ---- | --------- |
| 1919 | 406       |
| 1939 | 339       |
| 1950 | 431       |
| 1956 | 395       |
| 1961 | 366       |
| 1965 | 330       |
| 1968 | 325       |
| 2011 | 247       |

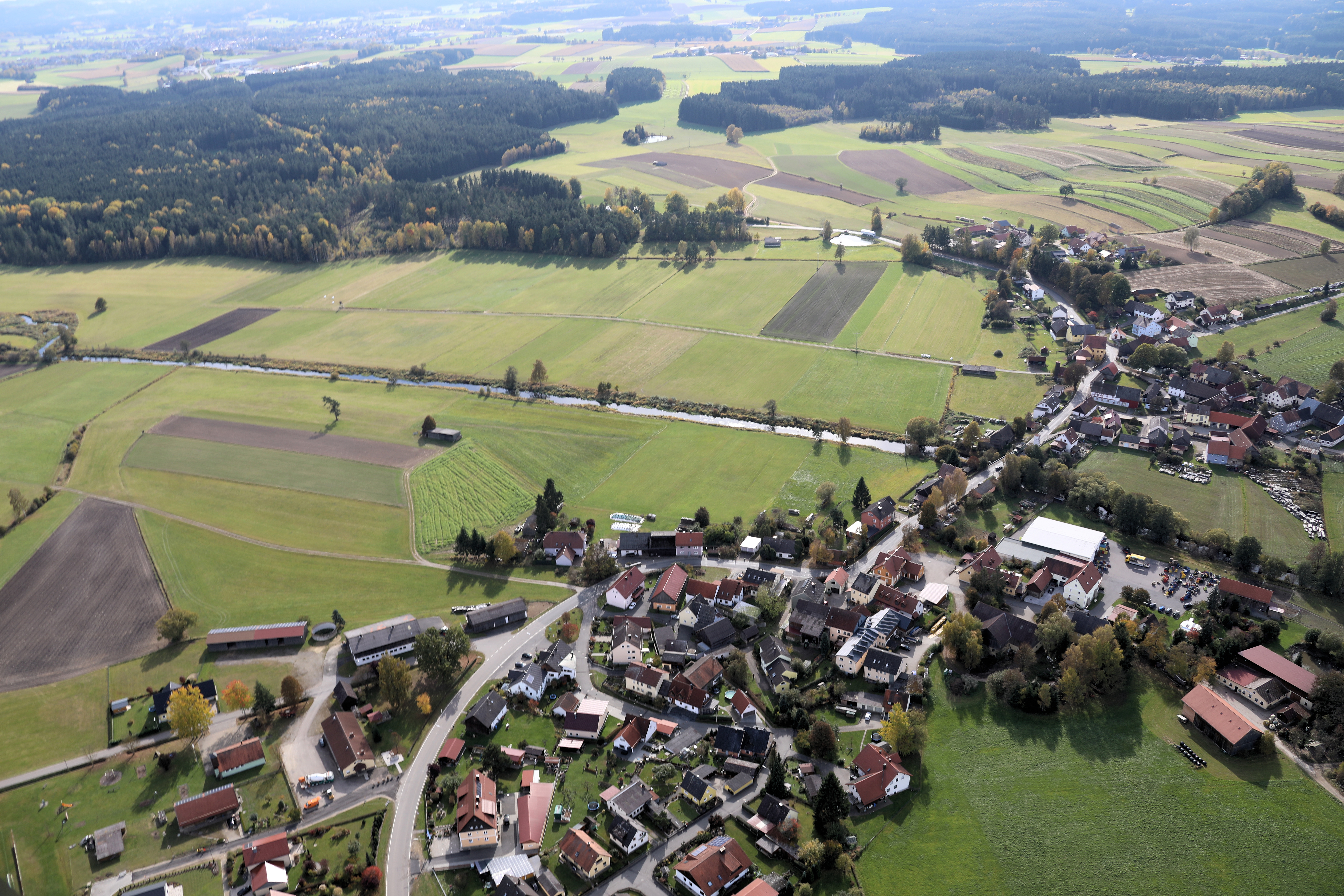
Pfrentsch (2021)

Die Einwohnerzahlen 1840 bis 1968 beziehen sich auf die oben genannte Gemeinde Pfrentsch. Die Zahl von 2011 und die Zahlen unter dem Punkt Religion beziehen sich nur auf den Ortsteil Pfrentsch.

## Religion
Pfrentsch gehört zur Expositur St. Nikolaus Burkhardsrieth, zur Pfarrei St. Sigismund Pleystein und zum Dekanat Leuchtenberg. 1913 hatte Pfrentsch 48 Häuser und 300 Katholiken. Die Einwohner der Pfarrei Pleystein waren zu dieser Zeit zu 99,86 % katholisch. Das ursprünglich zu Pfrentsch gehörige Thomasgschieß wurde 1968 nach Eslarn umgepfarrt. 1990 wohnten in Pfrentsch 351 Katholiken. Die Einwohner der Expositur Burkhardsrieth waren zu dieser Zeit zu 98,52 % katholisch. Im Jahr 2011 waren von den Einwohnern der Gemeinde Waidhaus 86,6 % katholisch und 3,8 % evangelisch. In Pfrentsch gibt es eine 1911 erbaute Marienkapelle in der ab und zu Gottesdienste und Andachten stattfinden.

## Kultur und Sehenswürdigkeiten

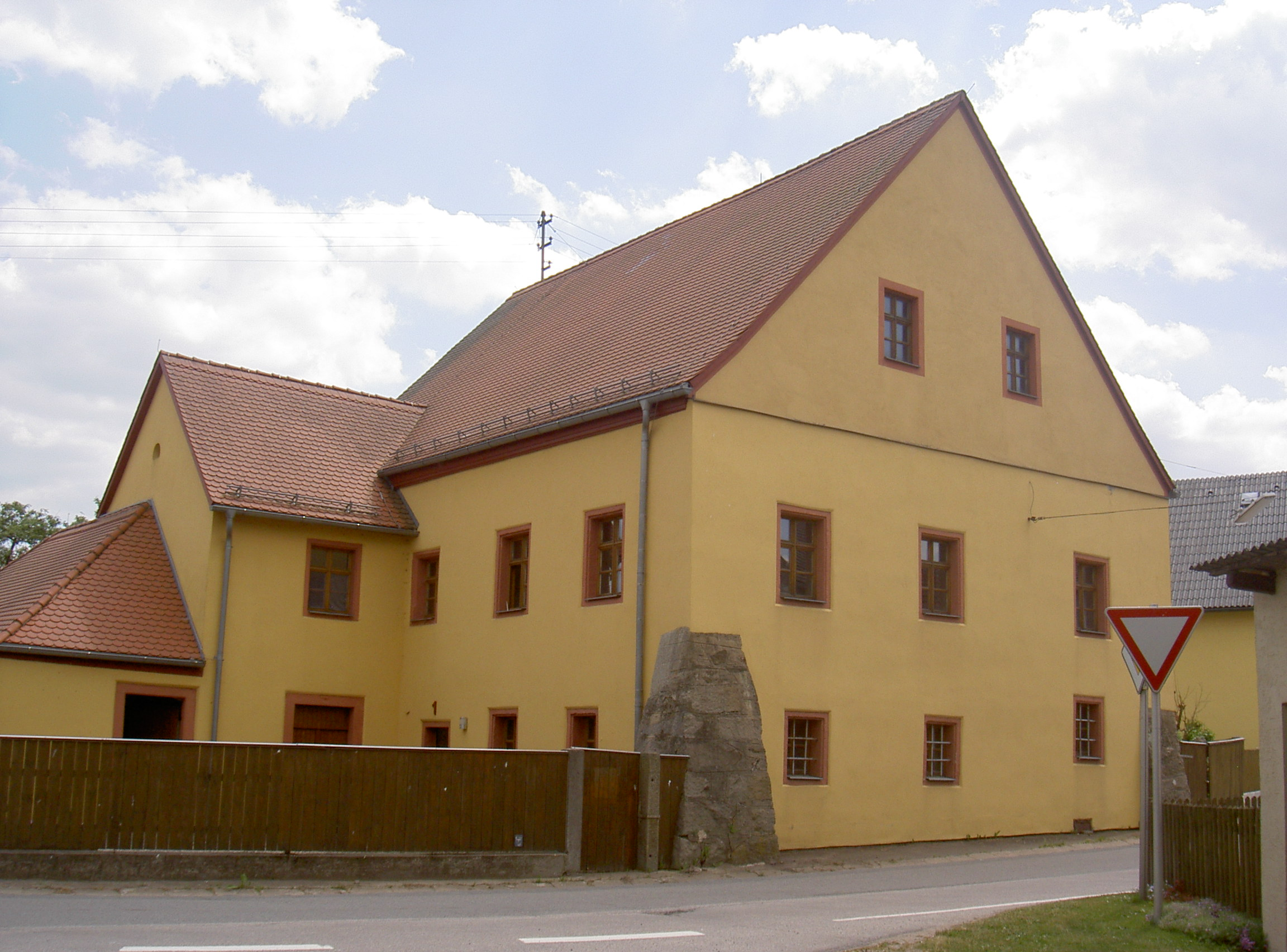
Fürstenhaus

Folgende Objekte stehen in Pfrentsch unter Denkmalschutz:
- Die 1911 erbaute Marienkapelle (Neobarock, Steildachbau, dreiseitig geschlossen, Dachreiter mit Zwiebelhaube),
- die Statue Heiliger Johannes von Nepomuk, Granit, auf geschweiftem Volutenpostament, 18. Jahrhundert an der Brücke über die Pfreimd,
- das sogenannte Fürstenhaus aus dem 18. Jahrhundert,
- das ehemalige Gasthaus, ein Fachwerkbau aus dem 17. Jahrhundert.